# Стів Стонтон
Стів Стонтон (англ. Steve Staunton, * 19 січня 1969, Дрогеда) — ірландський футболіст, захисник. По завершенні ігрової кар'єри — футбольний тренер.
Як гравець насамперед відомий виступами за клуб «Астон Вілла», а також національну збірну Ірландії.

## Клубна кар'єра
У дорослому футболі дебютував 1985 року виступами за команду «Дандолк», в якій провів один сезон, так і не взявши участь в матчах чемпіонату.
Згодом, з 1986 по 1991 рік грав у складі «Ліверпуля», з орендою 1987 року до «Бредфорд Сіті».
В основу мерсисайдців Стонтону пробитися не вдалося і 1991 року він приєднався до клубу «Астон Вілла». Відіграв за команду з Бірмінгема наступні сім сезонів своєї ігрової кар'єри. Більшість часу, проведеного у складі «Астон Вілли», був основним гравцем захисту команди.
1998 року Стів несподівано повернувся до «Ліверпуля», але знову не зміг пробитися в основу і був відданий в оренду до «Крістал Пелес», після чого знову підписав контракт з клубом «Астон Вілла», за яку грав до 2003 року.
Протягом 2003—2005 років захищав кольори клубу «Ковентрі Сіті», після чого ненадовго став граючим тренером «Волсолла», в якому і завершив ігрову кар'єру.

## Виступи за збірну
1988 року дебютував в офіційних матчах у складі національної збірної Ірландії. Протягом кар'єри у національній команді, яка тривала 15 років, провів у формі головної команди країни 102 матчі, забивши 8 голів.
У складі збірної був учасником чемпіонату світу 1990 року в Італії, чемпіонату світу 1994 року у США та чемпіонату світу 2002 року в Японії і Південній Кореї.

## Кар'єра тренера
Розпочав тренерську кар'єру відразу ж по завершенні кар'єри гравця, 2006 року, очоливши збірну Ірландії. Проте збірна не змогла пробитись на Євро-2008 і 23 жовтня 2007 року Стів Стонтон був звільнений з посади.
Наразі останнім місцем роботи спеціаліста стала англійська команда «Дарлінгтон», яку він тренував протягом 2009–2010 років.

## Титули і досягнення
- Чемпіон Англії (1):

«Ліверпуль»: 1989-90
- Володар Кубка Англії (1):

«Ліверпуль»: 1989-89
- Володар Суперкубка Англії з футболу (3):

«Ліверпуль»: 1988, 1989, 1990
- Володар Кубка англійської ліги (2):

«Астон Вілла»: 1994, 1996

## Галерея

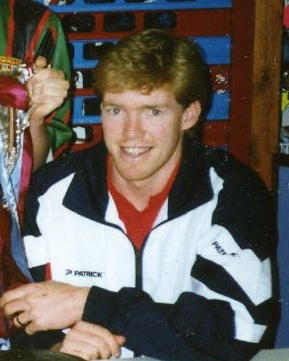
Стів Стонтон у 1995 році
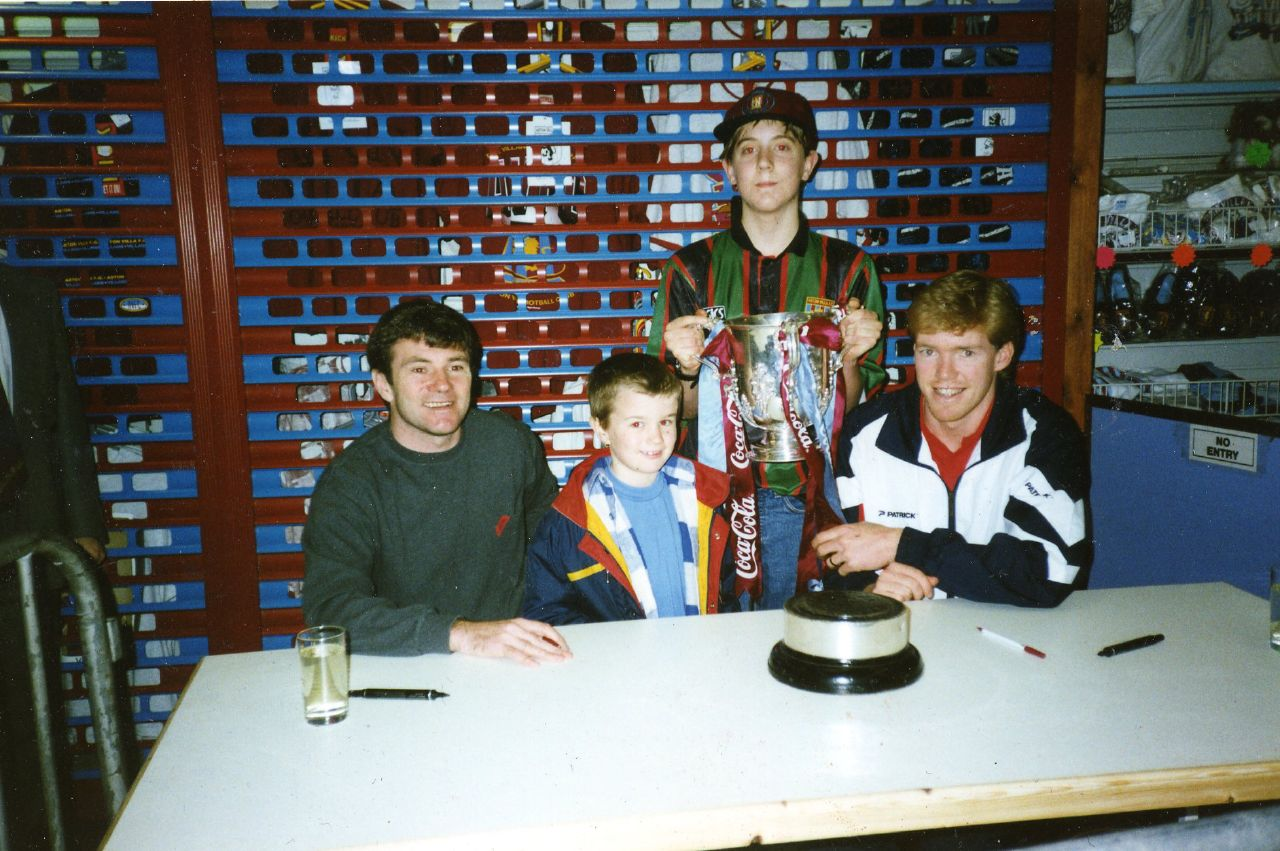
Стів Стонтон з Кубком англійської ліги